# Llacs de Plitvice

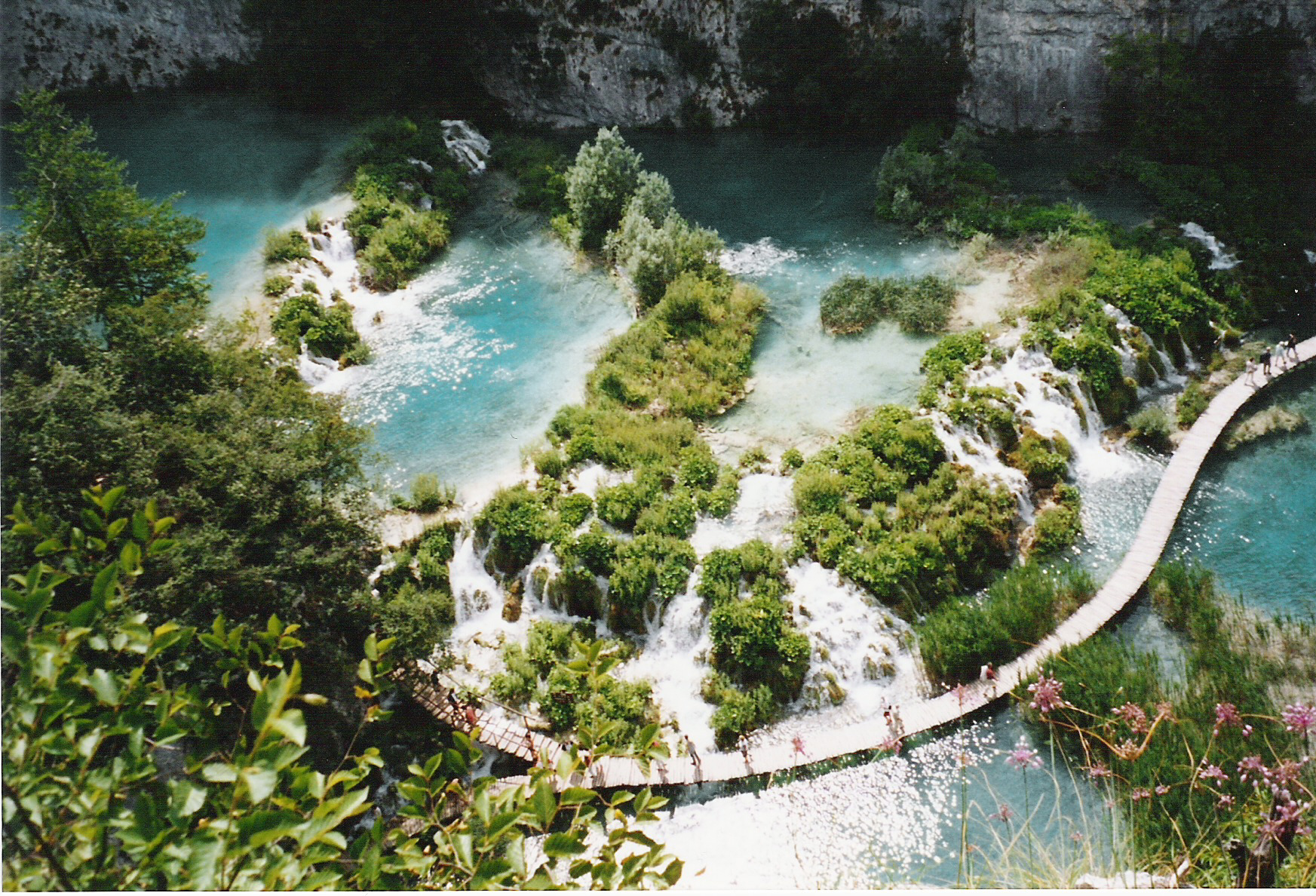
Camí de ronda als llacs inferiors.

Els llacs de Plitvice (en croat: Plitvička jezera) són un parc nacional a Croàcia, situat al municipi de Plitvička Jezera, al comtat de Lika-Senj i prop de la frontera amb Bòsnia i Hercegovina, situats a mig camí entre les ciutats de Zagreb i Zadar, al si d'un altiplà càrstic. Creat el 8 d'abril del 1949, va ser afegit a la llista del Patrimoni de la Humanitat de la UNESCO el 1979.
El parc, amb una superfície de 295 km², comprèn els llacs de Plitvice, que formen un conjunt de 16 grans llacs enllaçats entre si per 92 cascades amb petits rius en torrent i també el bosc proper (bosc de tipus primitiu, compost principalment de faigs i de pins), on neix el riu Korana. S'hi protegeixen nombroses espècies animals i vegetals rares, de les quals les més conegudes són l'os bru i el llop. La fauna i la flora hi són, doncs, molt pròspers, com ho testimonia la riquesa piscícola dels llacs.
Hi domina el clima continental, amb una temperatura anual mitjana de 9 °C i amb precipitacions anuals de 1.300 mm. La temperatura de l'aigua dels llacs augmenta a l'estiu fins a 24 °C. La neu hi cau de novembre fins a finals de març, i els llacs són generalment gelats i recoberts de neu de desembre a gener.
Un camí de fusta fa el tomb al parc, però també és possible combinar-ho amb un tren panoràmic i amb vaixell. Tret del camí i les poques disposicions per als turistes, la naturalesa és salvatge, i no hi és autoritzada cap intervenció humana.
Va ser un dels principals llocs de combat durant la guerra serbocroata en l'incident dels llacs de Plitvice.

## Geologia

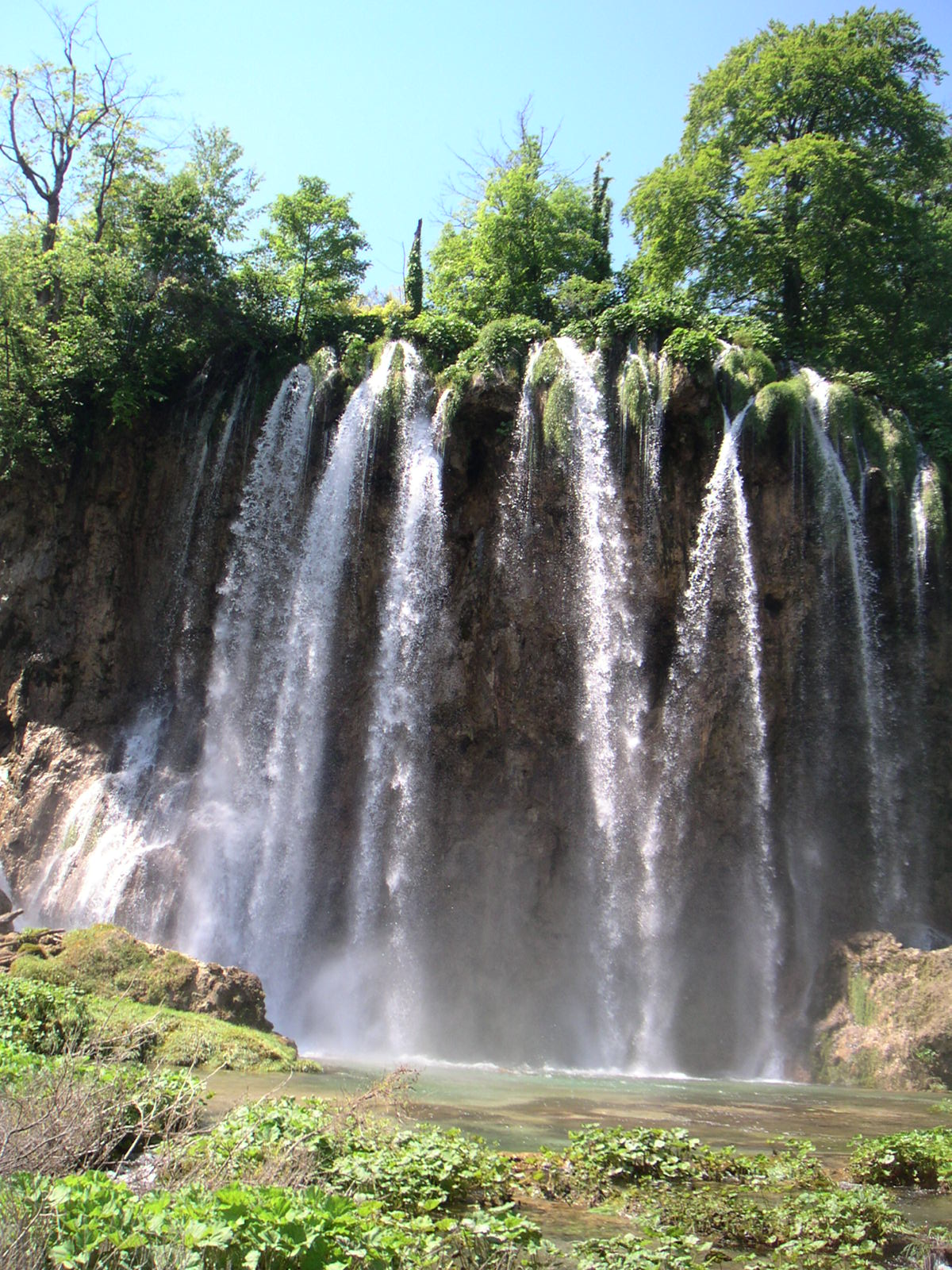
Cascada als llacs superiors.

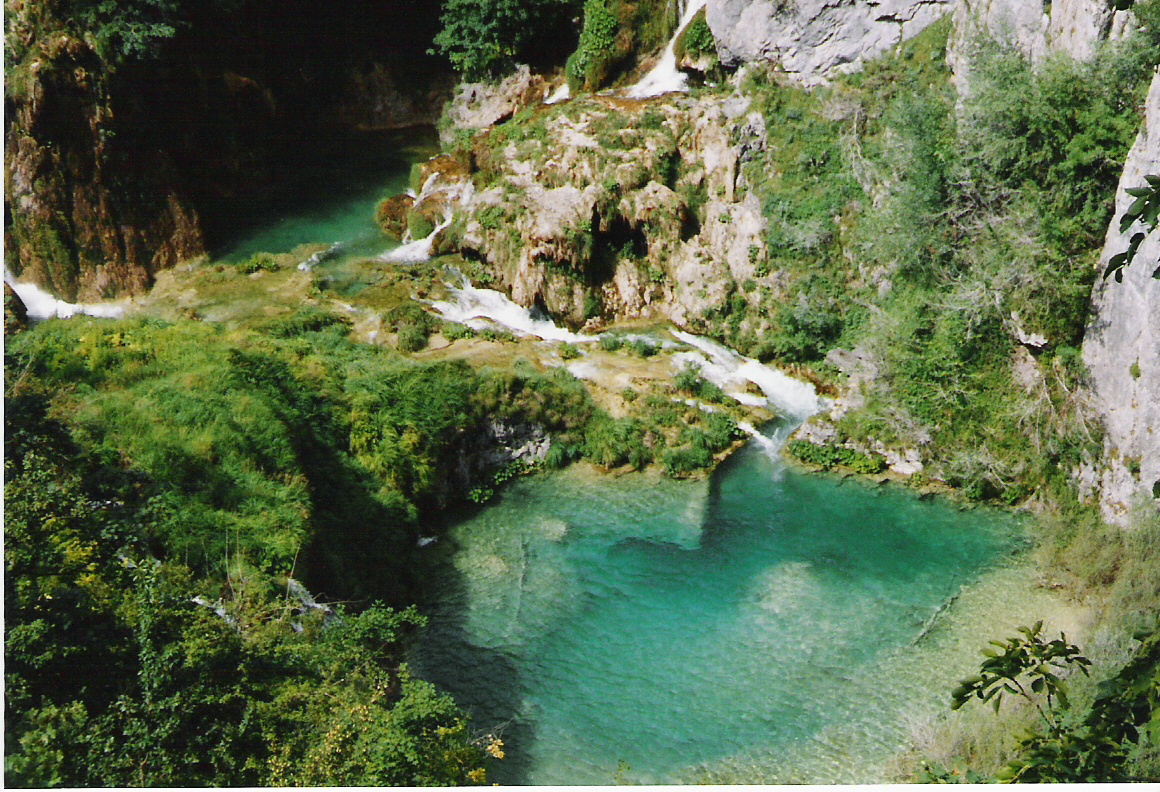
Un dels petits llacs del parc.

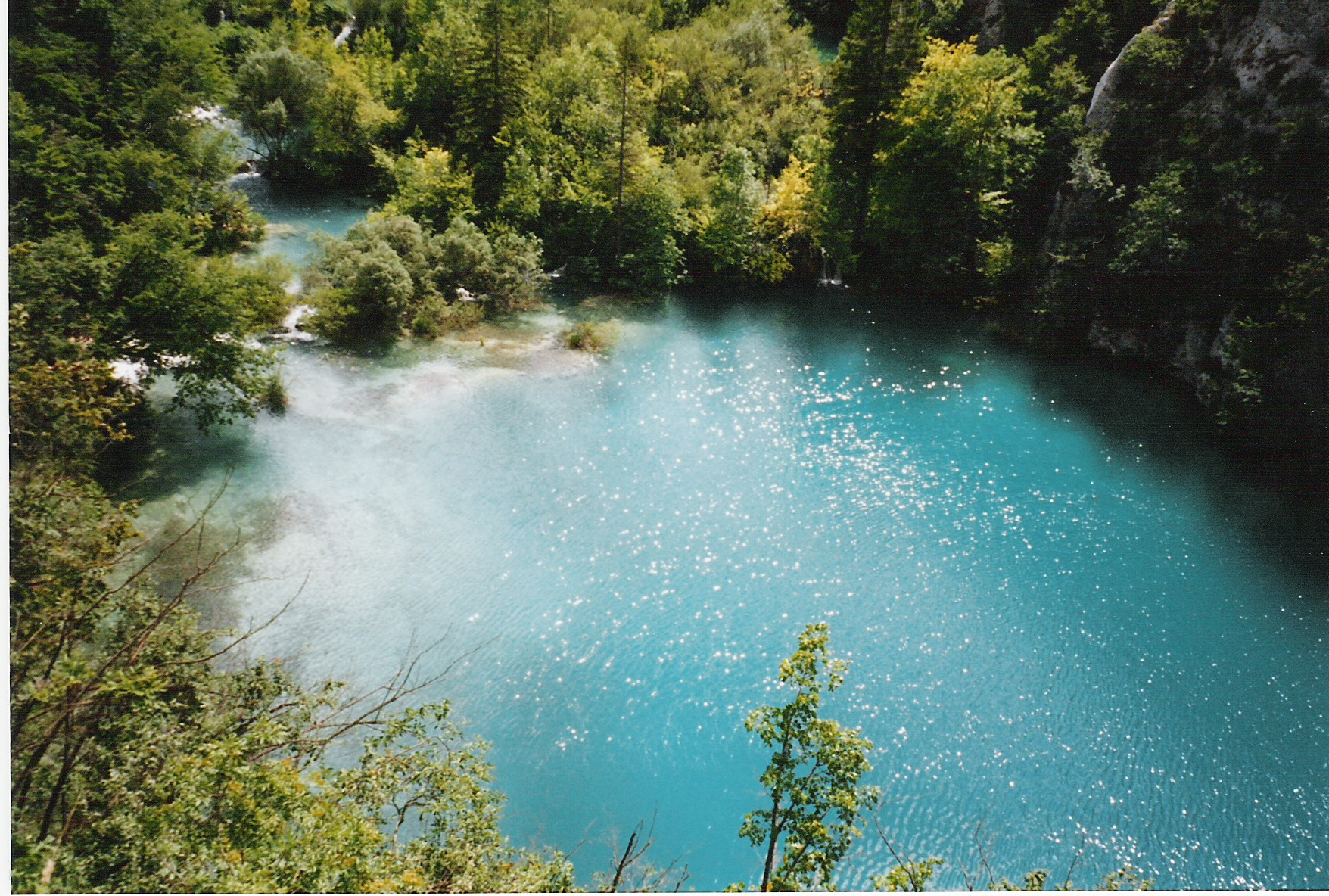
Llac del parc.

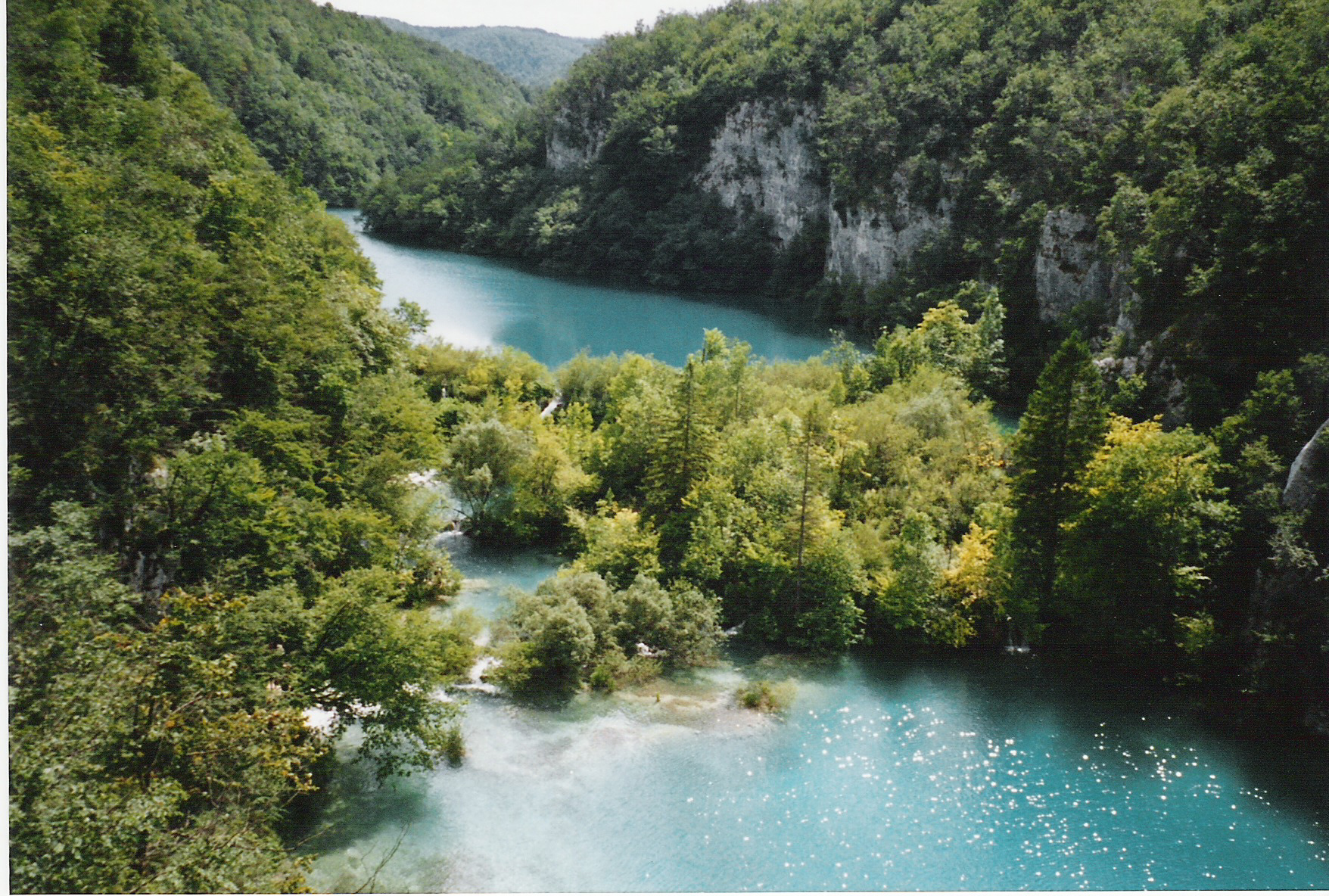
Dos llacs del parc.

Les aigües, travessant les roques dolomítiques, dissolen la calcària que es rediposita per formar barreres de travertí, que separen els llacs entre si, i hi construeixen coves i salts d'aigua. Les barreres de travertí es formen per l'acció de les molses, algues i bacteris i són el resultat d'una interacció entre l'aigua, l'aire i les plantes. Les plantes i bacteris s'acumulen a la part superior de la barrera, fent-les créixer a un ritme d'aproximadament 1 cm per any. Aquest fenomen geològic, amb una antiguitat que no superaria els quatre mil·lennis, s'hi continua produint i en modifica constantment l'aspecte.
Els llacs són famosos pels seus colors distintius, que van de blau a verd. Els colors canvien constantment depenent de la quantitat de minerals o organismes en l'aigua i l'angle de la llum solar.
És una gran atracció turística i algunes parelles es casen fins i tot sota les cascades.
Els llacs són alimentats pel riu Negre (Crna rijeka) i el riu Blanc (Bijela rijeka) i estan subdividits per dues formacions principals: els llacs superiors i els inferiors.
Els principals llacs superiors són:
- Kozjak (81,5 ha, profunditat 47 m)
- Prošćansko (68 ha, profunditat 37 m)
- Galovac (12,5 ha, profunditat 25 m)
- Gradinsko (8,1 ha, profunditat 10 m)
- Ciginovac (7,5 ha)
- Okrugljak veliko (4,1 ha)
- Veliki Jovinovac - Veliko Jezero (2 ha)
- Mali Jovinovac - Malo Jezero (2 ha)
- Batinovac (1,5 ha)
- Veliki Burget (0,6 ha)
- Vir (0,6 ha)
- Milino jezero

I els inferiors:
- Milanovac (3,2 ha)
- Kaluđerovac (2,1)
- Gavanovac (0,7 ha)
- Novakovića-brod (0,4 ha)

Aquestes són les cascades més altes:
| Nom de la cascada | Alçada |
| ----------------- | ------ |
| Veliki Slap       | 78 m.  |
| Galovački Buk     | 45 m.  |

## Clima
La precipitació mitjana anual en els Llacs de Plitvice és de 1.500 mm. La major part de les precipitacions es mesuren a la primavera i tardor. Al gener, la temperatura mitjana és de 2 °C, mentre que durant els mesos d'estiu la temperatura s'eleva a 17 °C. La temperatura mitjana anual és de 8 °C. La neu cau des de novembre fins al març, gelant els llacs durant desembre i gener. La temperatura de l'aigua sol ser inferior a 10 °C. Els llacs subterranis, contenen aigua calenta que pot arribar a ser superior a 45 °C.

## Flora i Fauna
Pel que fa a la diversitat de plantes i animals, l'àrea dels Llacs de Plitvice pertany a les zones més importants d'Europa. Per raons de l'escàs desenvolupament industrial aquesta regió, un paisatge gairebé verge s'ha conservat.

### Flora
El Parc Nacional de Plitvice és densament poblat d'arbres, principalment de faigs, avets i pins, i compta amb una barreja de vegetació alpina i mediterrània.
Els científics han descobert 109 espècies diferents dins l'àrea del parc nacional. Un gran nombre d'aquestes espècies de plantes estan protegides per la llei.
La diversitat de les plantes crea un atractiu joc de colors que canvien amb les estacions. La zona del llac està envoltada per boscos densos.

### Fauna
L'àrea del parc nacional és la llar d'una varietat molt àmplia d'espècies d'animals i aus. Aquesta fauna, conté animals com l'os bru europeu, el llop, l'àguila, el mussol, el linx, el gat salvatge, i el capercali que es poden trobar allà, juntament amb moltes altres espècies.
L'àrea més àmplia del parc nacional és una de les poques zones d'Europa, en la qual es poden veure un gran nombre d'ossos bruns salvatges.
Existeixen al voltant de 50 espècies de mamífers, 321 tipus diferents de papallones, més de 12 espècies d'amfibis, 157 espècies d'aus, 20 espècies diferents de ratpenats, etc.